# 45 км (зупинний пункт, Придніпровська залізниця, Криворізький район)
45 кіломе́тр — пасажирський залізничний зупинний пункт Криворізької дирекції Придніпровської залізниці.
Розташований біля села Шевченківське Криворізький район Дніпропетровської області на лінії Савро — Саксагань між станціями Саксагань (4 км) та Савро (26 км).
Станом на лютий 2020 року щодня п'ять пар електропоїздів Тимкове/Кривий Ріг-Головний/Тимкове — П'ятихатки, проте не зупиняються.